# Маунт Вернон (Ајова)
Маунт Вернон (енгл. Mount Vernon) град је у америчкој савезној држави Ајова. По попису становништва из 2010. у њему је живело 4.506 становника.

## Демографија
Према попису становништва из 2010. у граду је живело 4.506 становника, што је 1.116 (32,9%) становника више него 2000. године.
| Група             | 2000.         | 2010.         |
| Белци             | 3.274 (96,6%) | 4.228 (93,8%) |
| Афроамериканци    | 22 (0,6%)     | 41 (0,9%)     |
| Азијати           | 24 (0,7%)     | 75 (1,7%)     |
| Хиспаноамериканци | 32 (0,9%)     | 87 (1,9%)     |
| Укупно            | 3.390         | 4.506         |